# Christian Gottfried Trinkaus (Bankier, 1843)
Christian Gottfried Trinkaus (* 1843; † 22. September 1891 in Düsseldorf) war ein deutscher Privatbankier.

## Leben
Christian Gottfried Trinkaus war ein Sohn des Düsseldorfer Bankiers Christian Gottfried Trinkaus und dessen Ehefrau Sophia, geborene Pfeiffer (1820–1887). 1859 beendete er seine Schulausbildung mit dem Reifezeugnis der Städtischen Realschule in der Citadellstraße in Düsseldorf. 1864 trat er als dritter Teilhaber neben seinem Vater und dem vormaligen Prokuristen Wilhelm Pfeiffer (1828–1900) in das Handelshaus C. G. Trinkaus ein. Im gleichen Jahr heiratete er Mathilde Westhoff (1845–1918). Aus der Ehe ging der Erbe Max Trinkaus hervor. Die Tochter Alice (1871–1930) heiratete 1898 den Glashüttenbesitzer Hermann Heye.

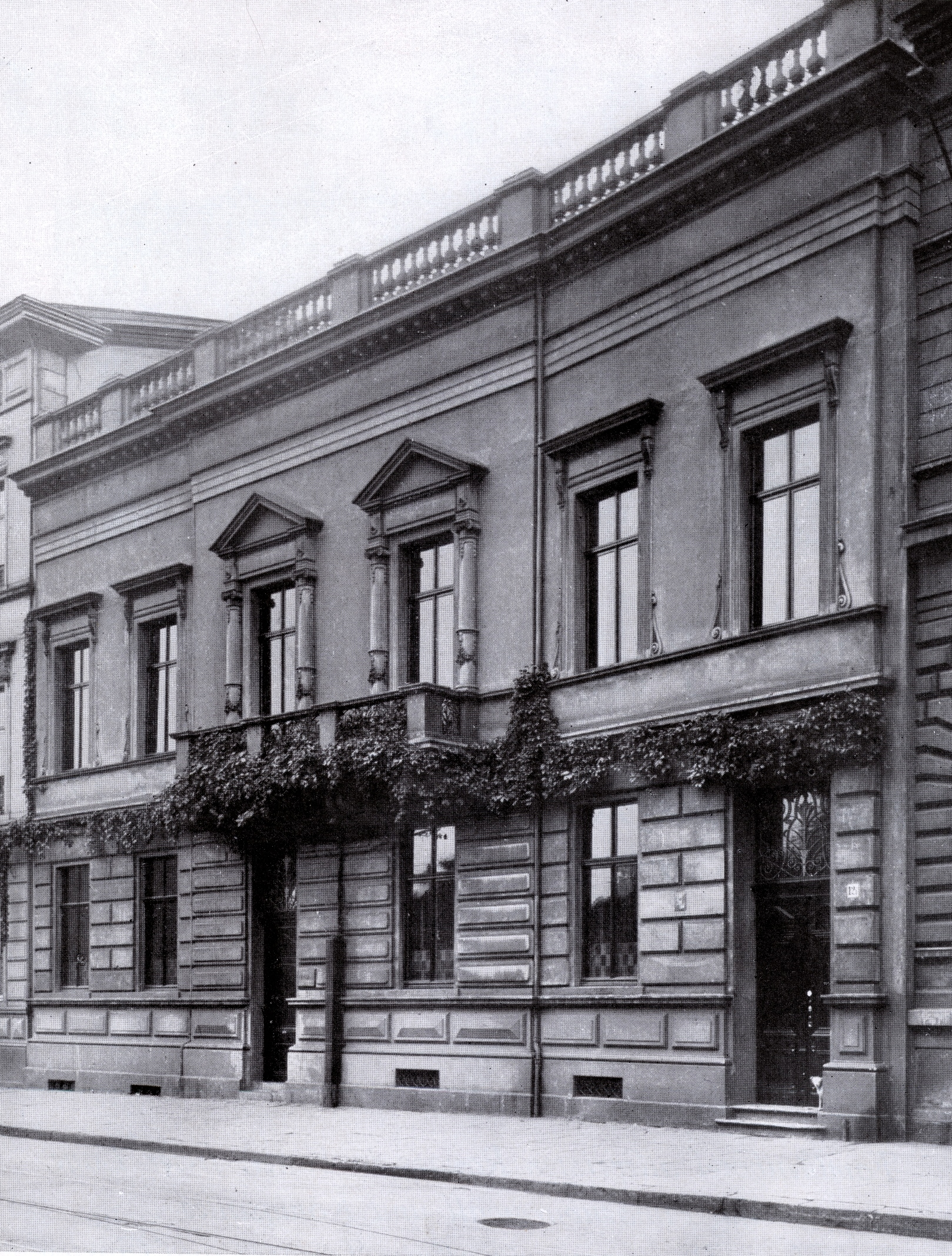
Bankhaus C. G. Trinkaus (Hofgartenstraße 12b), vor 1909

Nachdem sein Vater 1870 gestorben war, konzentrierte sich das Handelshaus Trinkaus endgültig auf das Bankgeschäft. Als Mitbegründer des Börsenvereins wurde Trinkaus 1879 dessen Vorsitzender und betrieb die Gründung der Börse Düsseldorf, die 1884 als staatlich anerkanntes Institut unter seinem Vorsitz und seiner Aufsicht als bestellter Regierungskommissar ihre Pforten öffnete. Düsseldorf entwickelte sich so zum Finanzzentrum des rheinisch-westfälischen Industriegebiets. Das Bankhaus C. G. Trinkaus gehörte bald zu den wichtigsten Finanzinstituten der Region. Eigenständig oder in größeren Konsortien versorgte die Bank die wachsende Industrie mit Kapital. Sie ging gestärkt aus der Gründerkrise der 1870er und 1880er Jahre hervor, als mit dem Vordringen der großen Aktienbanken zahlreiche Privatbanken untergingen. Seine Bank konzentrierte sich dabei nicht nur auf Industriekredite und den Handel mit Aktien, Staatsanleihen oder Wechseln, sondern baute auch das Privatkundengeschäft kontinuierlich aus.
1878/1879 wurde er als Handelsrichter berufen. 1880 gehörte er zum Vorstand der Gewerbe-Ausstellung für Rheinland, Westfalen und benachbarte Bezirke, 1882 zu den Gründungsmitgliedern im Central-Gewerbe-Verein für Rheinland, Westfalen und benachbarte Bezirke. Letzterem diente er als Vorstandsmitglied und als Schatzmeister.
1880 wurde ihm der preußische Kronen-Orden 4. Klasse verliehen, ferner das Offizierskreuz des Sterns von Rumänien.
Trinkaus starb plötzlich an einem Schlaganfall.